# 揭拉裴罗达干
揭拉裴罗达干（?—?），英义可汗时回纥宰相。
唐代宗广德二年（764年）仆固怀恩反唐，联合回纥、吐蕃进犯唐朝，揭拉裴罗达干参与出征。永泰元年（765年）仆固怀恩病卒，回纥与吐蕃分裂，统帅合胡禄都督藥葛羅向唐将郭子仪请和。合胡禄都督等与宰相磨咄莫贺达干、宰相暾莫贺达干、宰相护都毗伽将军、宰相揭拉裴罗达干、宰相梅录大将军罗达干、平章事海盈阙达干等，与郭子仪高呼：“大唐天子万万岁！回纥可汗万岁！两国将相万岁！若起负心违背盟约者，身死阵前，家口屠戮。”唐朝与回纥在赤山岭共击吐蕃，获胜。